# محمود تارابی

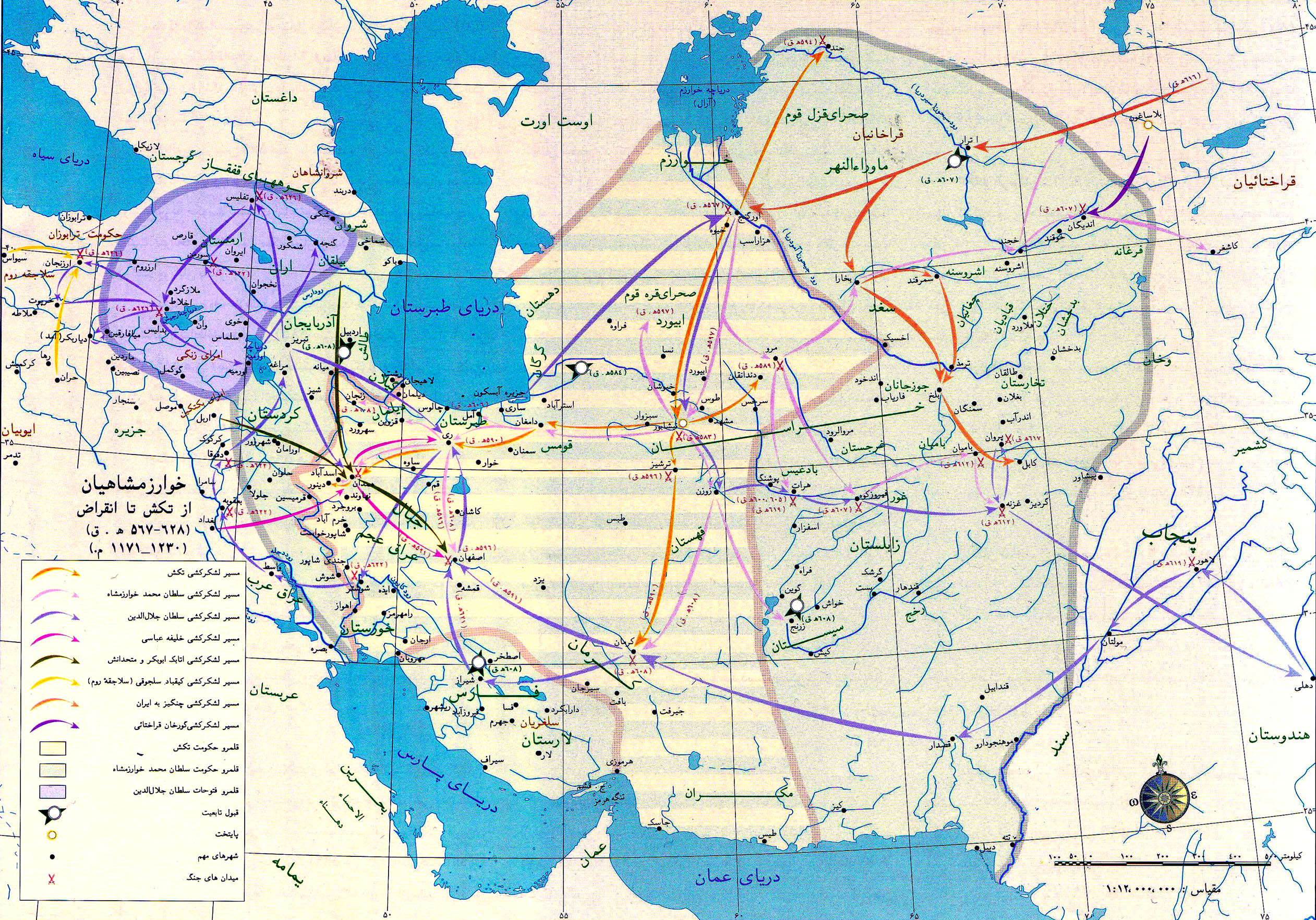
نقشه خوارزمشاهیان. قبل از حمله مغول‌ها. خواندن حروف نقشه تنها با کلیک کردن و بزرگنمایی حداکثر نقشه میسراست.

```
محمود تارابی
 یا 
محمود غربال بند
 پیشه‌وری از اهالی تاراب و شغلش قلبیرسازی بود که در سال ۶۳۶ ه‍.ق علیه مغولان قیام کرد و طی نطقهایی مهیج مردم دهات و قصبات اطراف را به مبارزه با اشغالگران مغول و عمال داخلی آنان برانگیخت.
```

بعد از مرگ جلال‌الدین خوارزمشاه مقاومت چندانی علیه  حملهٔ مغول صورت نگرفت تا این که محمود تارابی(نام دیگرش محمود غربال بند) در سال ۶۳۶ در بخارا قیام کرد و مغولان را در جنگ شکست داد.

بخارا در حملات اولیه مغولان بطرز شگفت‌آوری درهم کوبیده شد و گروه کثیری از مردم آن کشته شدند. این شهر ده‌ها سال به کلی خالی از سکنه بود و پس از آن به تدریج زندگی در این شهر، که تا پیش از حمله مغولان از بزرگترین شهرهای ایران محسوب می‌گشت، روال عادی به خود گرفت.

در این ایام بخارا و قصبات اطراف بیشتر توسط اشراف محلی و زمینداران بزرگ اداره می‌شد و آنان باج و خراج سالیانه را به حاکم مغول این شهر پرداخت می‌کردند؛ این امراء محلی در جمع‌آوری مالیات ظلم فراوانی می‌کردند و مردم شهری و روستایی را به شدت تحت فشار قرار داده بودند.
پیام محمود به مردم شوری در مناطق مختلف اطراف بخارا افکند و در اندک مدتی گروه زیادی از اهالی روستاهای مختلف به زیر بیرق او گرد آمدند. تارابی در اندک مدتی بر شهر مهم بخارا دست یافت و یکی از پرهیزکاران این شهر برهان‌الدین نامی را به خلافت برگزید و بزرگان و امراء محلی را که بر مردم ستم می‌راندند به سختی مجازات کرد.
محمود مردم بخارا و روستاهای اطراف را مورد حمایت خود قرار داد و به آن‌ها اطمینان داد که دوران ظلم و ستم در حال سپری شدن است و او حق آنان را از ظالمان مغول و عمال داخلی آن‌ها می‌گیرد.
بزودی خبر قیام مسلحانه تارابی به اطلاع مغولان رسید و آنان لشکری را به دفع تارابی و یاران او فرستادند. دو سپاه بزودی رویاروی یکدیگر صف کشیدند و در طی جنگی سخت یاران تارابی که ازسلاح کافی نیز برخوردار نبودند موفق به شکست مغولان و امرای محلی شدند و نزدیک به ده هزار نفر از آنان را به قتل رساندند.
با پیروزی تارابی بر مغولان، که تا پیش از آن رعب و وحشت عجیبی در مردم شهرهای مختلف ایران به وجود آورده بودند، دامنه قیام بالا گرفت. مغولان پس از این شکست ارتش بزرگی به فرماندهی جورماغون مغول را برای سرکوب محمود اعزام کردند که باعث کشته شدن محمود تارابی و یار وفادار او شمس الدین محبوبی در میدان جنگ شد. بعد از مرگ محمود تارابی، دو برادر او به نام های محمد و علی برای ادامه قیام توسط مردم به فرمانروایی بخارا برگزیده شدند.
پس از آگاهی مغولان از ادامه قیام، ارتشی به فرماندهی دو امیر مغول با نام های ایلدز و چکین قورچی دوباره به بخارا هجوم آوردند و موفق به شکست قیام کنندگان شدند و عده زیادی از آن‌ها را به قتل رساندند و بخارا یک بار دیگر مورد غارت این خونخواران قرار گرفت.
قیام محمود تارابی اگرچه مدت زمان کوتاهی بطول انجامید ولی سبب هراس مغولان از مردم و وقوف و آگاهی بر خشم و کینه نهفته در سینه‌های آنان شد به گونه‌ای که پس از سرکوب این قیام‌منکوقاآن خان بزرگ مغول به حکام مغول و امراء محلی ایرانی هشدار داد که از قدرت خود سوء استفاده نکنند و به زورگویی و اعمال جابرانه خود خاتمه دهند.
منابع تاریخی اطلاع چندانی از محمود تارابی به دست نمی‌دهند ولی ظاهراً وی دارای نفوذ معنوی فوق‌العاده‌ای در بین یاران و پیروان خود بوده‌است و آنان وی را صاحب کرامت و قدرت خارق‌العاده‌ای می‌دانسته‌اند. گویند در حین جنگ اول با مغولان ناگهان تندبادی وزیدن رفت و گرد وغباری سهمگین در هوا برخاست که موجب شکست مغولان شد و مردم این امر را ناشی از قدرت معنوی محمود تارابی دانستند. یاران تارابی مرگ او را هیچگاه باور نکردند و معتقد بودند وی غیبت نموده و مجدداً ظهور خواهد کرد.